# Pfaffendorf (Königstein)
Pfaffendorf je vesnice, místní část města Königstein v německé spolkové zemi Sasko. Nachází se v zemském okrese Saské Švýcarsko-Východní Krušné hory a má 316 obyvatel.

## Historie
Pfaffendorf byl založen ve středověku jako lesní lánová ves. První písemná zmínka pochází z doby kolem roku 1437, kdy je vesnice uváděna jako Pfaffindorf. Název pochází od slova Pfaffe, což je označení pro kněze. Vesnice již od středověku farně příslušela ke Königsteinu. Do té doby samostatná obec se v roce 1994 připojila ke Königsteinu.

## Geografie
Pfaffendorf leží jihovýchodně od města Königstein. Nachází se v pískovcové oblasti Saského Švýcarska na území Chráněné krajinné oblasti Saské Švýcarsko. Páteřním vodním tokem je potok Potatschke. Významným vrchem je stolová hora Pfaffenstein (435 m) se skalní věží Barbarine, okrajově na území Pfaffendorfu zasahují svahy stolové hory Quirl (350 m). Velkou část Pfaffensteinu zaujímá stejnojmenná přírodní rezervace.

## Pamětihodnosti
- rozhledna a restaurace na vrcholu Pfaffensteinu
- smírčí kříž
- památník obětem první světové války
- dlážděná cesta v ulicích Quirlweg a Am Stallhübel